# Nathalie Daoust

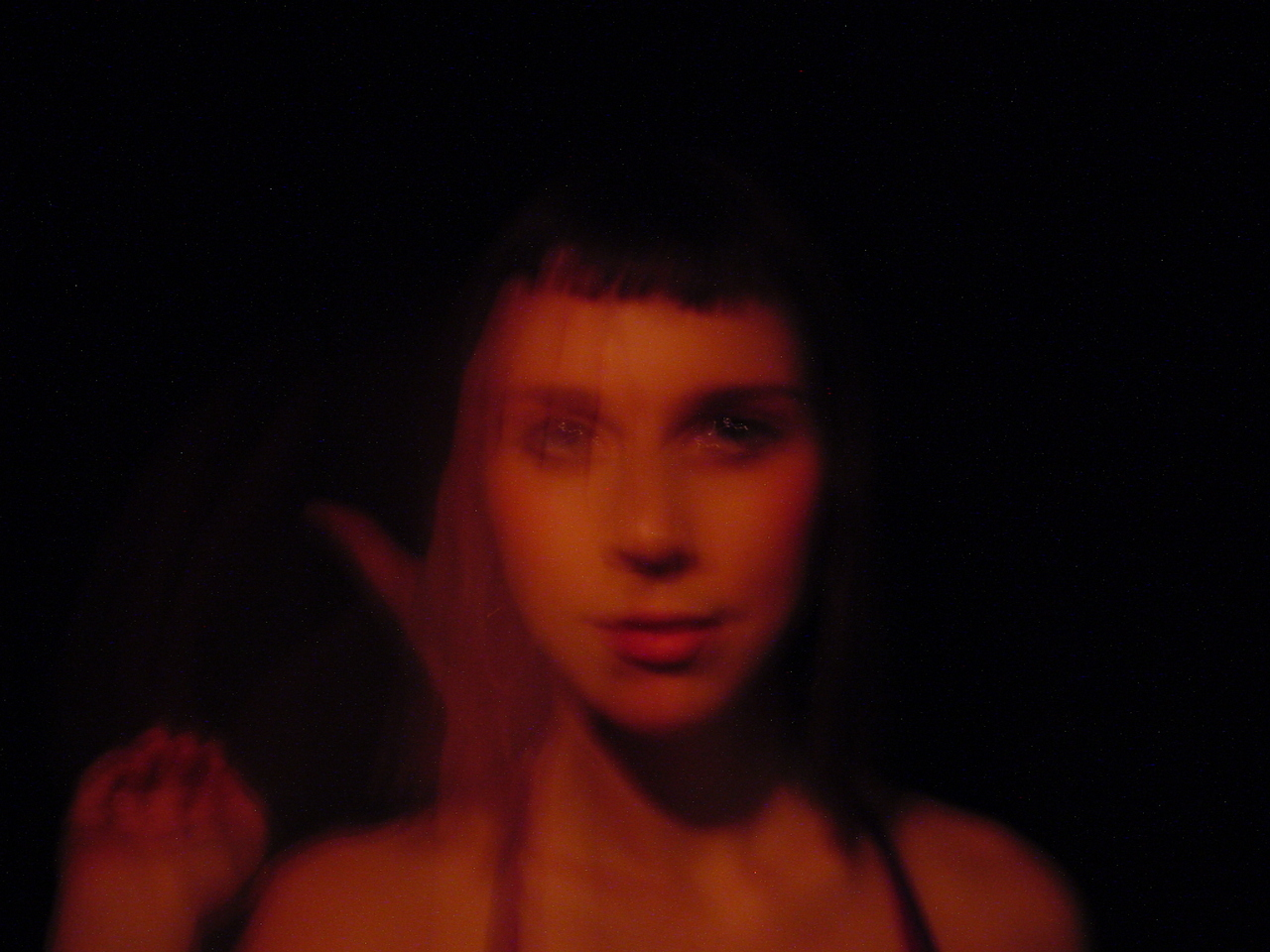
Nathalie Daoust (2003)

Nathalie Daoust (geboren am 31. März 1977 in Montréal) ist eine kanadische Fotografin. Sie hat von 1994 bis 1997 Fotografie an der Cégep du Vieux-Montréal studiert und benutzt seither ihre Fotografie als ein Werkzeug zur freien Interpretation der sie umgebenden Welt.

## Arbeit

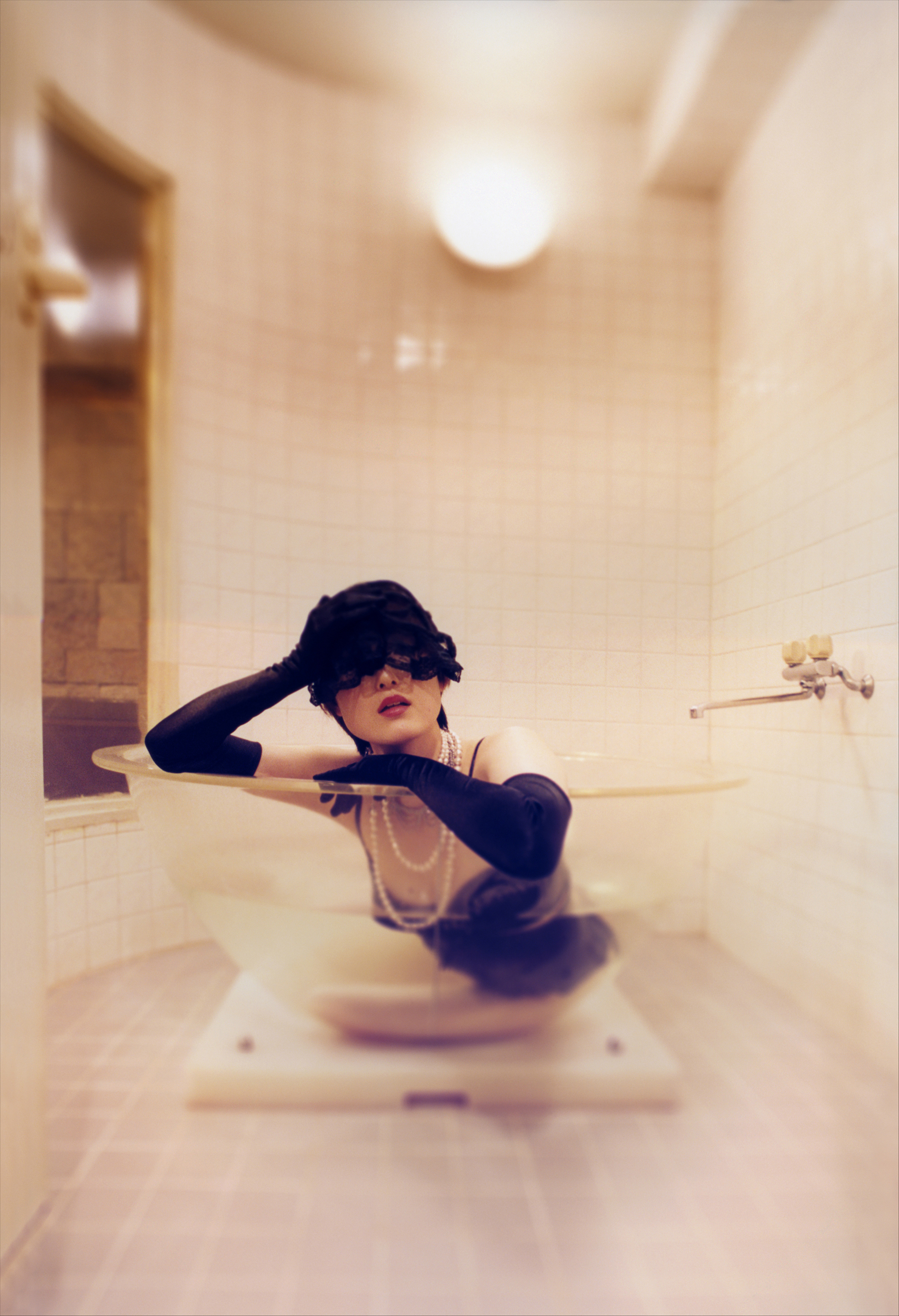
Tokyo Hotel Story, Japan

Nach ihrem Abschluss zog Nathalie Daoust nach New York, wo sie von 1997 bis 1999 die unterschiedlich gestalteten Zimmer des Carlton Arms Hotels bewohnte und fotografierte. Diese Aufnahmen führten zu ihrer ersten Solo-Ausstellung und wurden 2002 in ihrem ersten Buch New York Hotel Story veröffentlicht. Ihre nachfolgenden Projekte wie Street Kiss oder Tokyo Girls erforschen Themen der weiblichen Sexualität sowie die Lust des modernen Menschen an der Selbstflucht und führen uns zum Beispiel über ein heruntergekommenes Bordell in Brasilien zu einem exklusiven Love Hotel in Japan (Tokyo Hotel Story, 2009).
Die Projekte Entre Quatre Murs und Frozen in Time schwelgen in Erinnerungen und rekonstruieren die Vergangenheit, ersteres in Innenräumen des Vorkriegs-Berlin, das andere zeigt intime Momente in der zeitlosen Landschaft der Schweizer Alpen.
Weitere Arbeiten konzentrieren sich auf das moderne China und dessen komplizierte Beziehung zum kommunistischen Erbe der Mao-Zedong-Ära. Impersonating Mao ist der Titel des Projekts, für das Daoust 2008 und 2010 einen Mao Zedong –„Darsteller“ begleitete und beobachtete, der sich so weit in seine Mao-Rolle versenkt, dass er von seiner eigenen Existenz abrückt. China Dolls (2010 bis 2012) dreht sich um die sich wandelnde Rolle der Frauen im China des 21. Jahrhunderts.
In den 2010er Jahren besuchte Nathalie Daoust außerdem mehrmals Nordkorea. Daraus entstand ihre Arbeit Korean Dreams mit Fotos, die Touristen, Journalisten und anderen Fremden weitgehend vorenthalten werden und die geheimnisvolle Welt des Alltagslebens in Nordkorea erkunden. In den Augen der Fotografin existiert die nordkoreanische Gesellschaft in einem irrealen Zustand. Die Fotos sind bis zur Unschärfe stark bearbeitet und verweisen so auf ein Mysterium hinter der Oberfläche. Zu jedem Foto assoziiert Daoust einen kurzen Text mit Titeln wie „Versammlungsfreiheit“, „öffentlicher Nahverkehr“, „Verkehrsregelung“, „Drei-Generationen-Bestrafung“, „Lustbrigaden“ und weiteren. Dieses Projekt ist ein Versuch der Künstlerin, einer Wahrheit hinter der staatlichen Propaganda näherzukommen. Die Serie Korean Dreams wurde 2016 beim Copenhagen Photo Festival gezeigt, 2017 im GAIA Museum Outsider Art in Randers, Dänemark im Rahmen des Programms Kulturhauptstadt Europas Aarhus sowie im Stadthaus Ulm und war anschließend im Maison des Arts in Drummondville, Kanada, und bei den Photo Days im Contemporary Art Space in Batumi, Georgien, zu sehen.
Mit dem ebenfalls über mehrere Jahre und Reisen entstandenen Projekt Tent City blickt sie auf die Lebensbedingungen im Ger District am Stadtrand von Ulaanbaatar in der Mongolei. Die häufig in Jurten lebenden Familien verbrennen Rohkohle, um sich warmzuhalten, was gravierende Risiken für ihre Gesundheit birgt und die Luft- und Rußverschmutzung der Stadt stark befeuert. Daoust druckte ihre Porträts der Bewohnerinnen und Bewohner mit Kohlepulver auf Ger-Stoff. Zum ersten Mal öffentlich ausgestellt wurde die Arbeit 2022 im Fotomuseum aan het Vrijthof in Maastricht, als Daoust damit unter die Finalisten des Somfy Photography Awards gekommen war. Als einzige Arbeit einer nicht selbst in der Mongolei lebenden Künstlerin wurde Tent City 2023 in eine große Ausstellung zeitgenössischer Fotografie aus der Mongolei im Stadthaus Ulm aufgenommen, gleichzeitig gewann ein Bild aus der Tent City-Serie den CitiesToBe Photo Award 2023 des Anteverti Cities Knowledge Hubs.
Nathalie Daousts Arbeit wird seit 1999 international ausgestellt und ist Gegenstand zahlreicher Veröffentlichungen. Sie erhielt bereits eine Vielzahl von Auszeichnungen.

## Themen

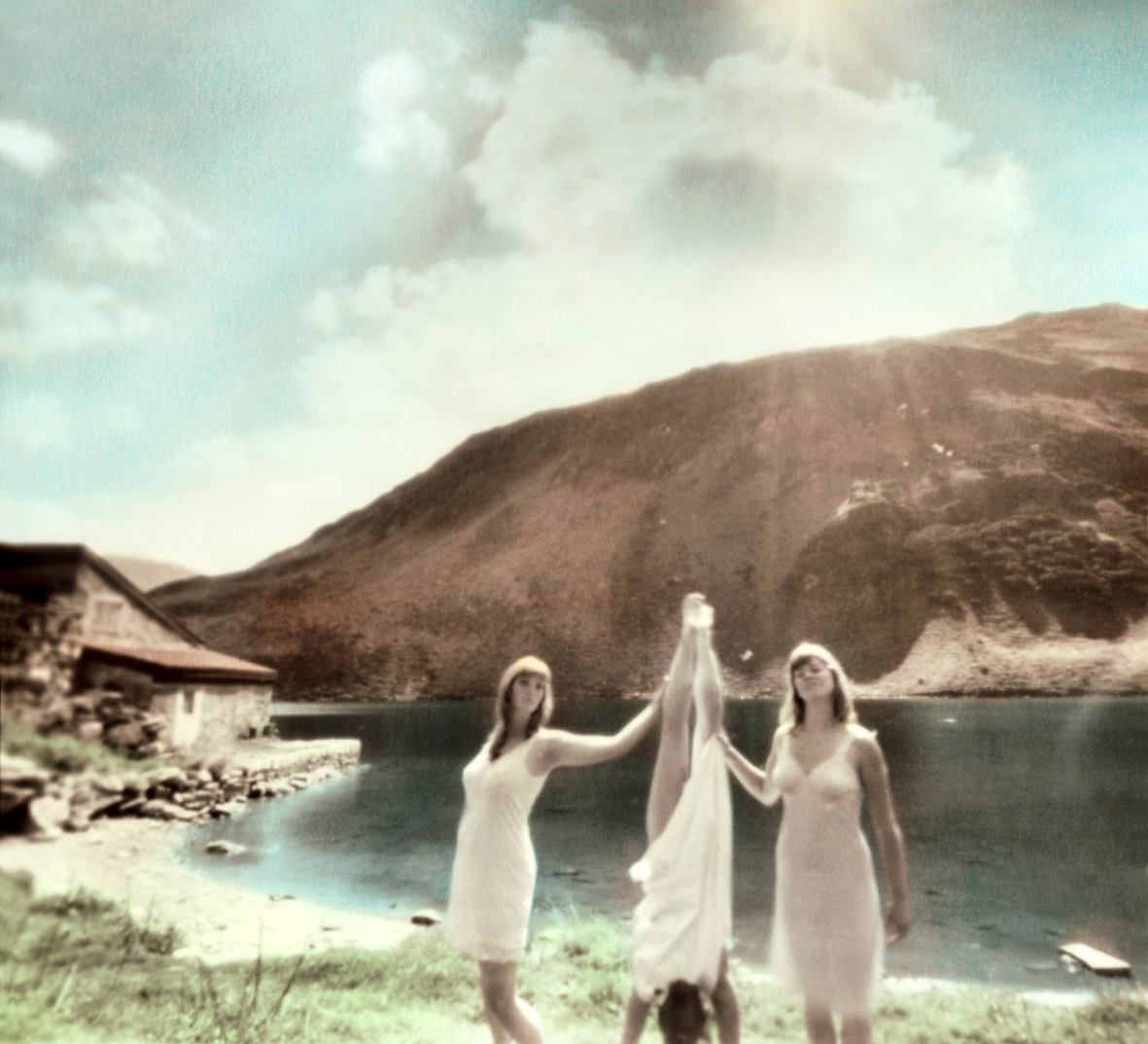
Frozen in Time, Schweiz

Mit ihrer Fotografie erkundet Daoust versteckte, uns unzugängliche Welten. Über das Eintauchen in Tabus deckt die Fotografin in ihren Bildern häufig dunkle Seiten weiblicher Identität auf oder den überall anzutreffenden Wunsch von Menschen der Realität zu entfliehen, alternative Welten zu erschaffen und zwischen Fantasie, Realität und Perversion hin und her zu schwingen. In den Untertiteln ihrer Fotografien bezieht sie sich oft auf einen sozialen, politischen oder historischen Kontext. Daoust konzentriert sich auf Themen wie Identität, Geschlechterstereotypen, Weiblichkeit, menschliche Sexualität oder Subversion und Lebensentwürfe am Rande der Gesellschaft, die sie weder verurteilt noch schockieren. Dieser Ansatz ermöglicht Daoust, verborgene Wünsche zu erforschen und zu dokumentieren. Neben den persönlichen Gesprächen mit ihren Protagonisten und ihren Erlebnissen vor Ort beschreibt sie die Arbeit in der Dunkelkammer als wichtigen Prozess, bei dem sie nicht-digitale Techniken verwendet, um ihre Bilder teilweise intensiv zu bearbeiten, damit das Ergebnis der Stimmung, die sie beim Fotografieren empfindet, möglichst entsprechen.

## Publikationen (Auswahl)
- New York Hotel Story (Buch, 2002)[9]
- Photo Sélection magazine – Kanada (1997)
- Numero Uno magazine – Australien (2000)
- Afisha magazine – Russland (2004)
- NY Arts magazine – USA (2006)
- FOTOSITE magazine – Brasilien (2007)
- Art Le Sabord magazine – Kanada[10]
- Helsingin Sanomien – Finnland[11]
- Front magazine – Kanada[12]
- Elephant Magazine – UK[13]